# 德军总部：旧血脉
《德军总部：旧血脉》是一款由Machine Games制作、贝塞斯达软件（Bethesda Softworks）发行的第一人称射击游戏。《德军总部：旧血脉》是《德军总部：新秩序》的独立资料片与前传性作品。讲述了原版之前的故事，游戏设定纳粹德國即将赢得二战的1946年，为了转变盟军的士气，B.J. Blazkowicz必须探访巴伐利亚执行重要任务，与纳粹的战争机器决一死战。